# Cory Richards
Cory Richards (* 1981) je americký horolezec a fotograf. Pochází z města Boulder ve státě Colorado. K horolezectví ho přivedl soused už ve věku 5 let. V roce 2011 se stal prvním Američanem, který dokázal zdolat vrchol vyšší než 8000 metrů v zimě. Účastnil se úspěšné expedice na Gašerbrum II, kde byli jeho spolulezci Simone Moro a Děnis Urubko. Šlo o vůbec první výstup na osmiticícovku v Pákistánu v zimě.

## Úspěšné výstupy na osmitisícovky
- 2010 Lhoce (8516 m)
- 2011 Gašerbrum II (8035 m)
- 2016 Mount Everest (8849 m)